# Caritas Quốc tế

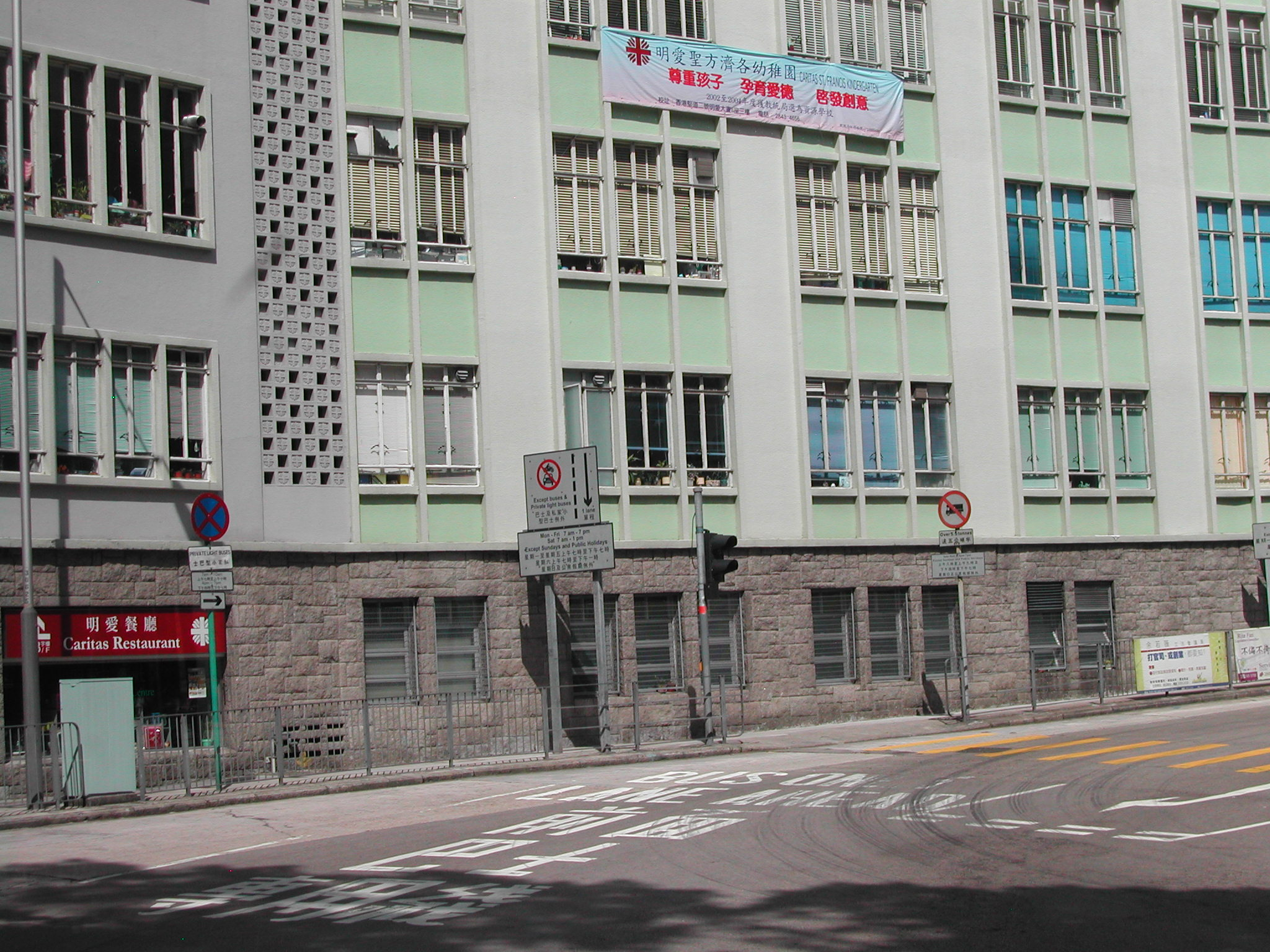
Trụ sở Caritas ở Caine Road, Mid-levels, Hong Kong.

Caritas Quốc tế (tiếng Latin: Caritas Internationalis) là một hiệp hội của 164 tổ chức quốc tế cứu trợ nhân đạo và phục vụ phát triển xã hội của Giáo hội Công giáo Rôma hoạt động tại hơn 200 quốc gia và vùng lãnh thổ trên toàn thế giới.
Nhiệm vụ của hội là cứu trợ, giúp đỡ các người nghèo khổ và bị áp bức, để xây dựng một thế giới tốt hơn
Tổ chức Caritas đầu tiên được hình thành tại Freiburg im Breisgau, (Đức), vào năm 1897. Các quốc gia có tổ chức Caritas sớm là Thụy Sĩ (1901) và Hoa Kỳ (Catholic Charities, 1910).

## Lịch sử
Tổ chức Caritas địa phương đầu tiên được đức ông Lorenz Werthmann (1858-1921) lập ra ở Köln (Đức) vào ngày 9 tháng 11 năm 1897 với tên ban đầu là Charitasverband für das Katholische Deutschland (Hiệp hội từ thiện Công giáo Đức), trụ sở đặt ở Freiburg im Breisgau. Năm 1916, Caritas được hội nghị các giám mục Đức công nhận là Hiệp hội từ thiện của các giáo phận.
Vào tháng 7 năm 1924, trong Đại hội Thánh Thể Thế giới ở Amsterdam (Hà Lan), 60 đại biểu đến từ 22 quốc gia đã thành lập một hội nghị, với trụ sở chính của Caritas Thụy Sĩ ở Lucerne. Năm 1928, hội nghị đã được đổi tên là Caritas Catholica. Các đại biểu hội họp hai năm một lần cho đến Thế chiến thứ hai và các hoạt động của Hội bị gián đoạn.
Công việc được nối lại vào năm 1947, với sự chấp thuận của Bộ ngoại giao Vatican, và hai hội nghị được triệu tập ở Lucerne để giúp điều phối các nỗ lực và hợp tác. Caritas đã được mở rộng thêm khi Bộ ngoại giao Vatican trao phó cho nó nhiệm vụ đại diện chính thức tất cả các tổ chức từ thiện Công giáo ở cấp quốc tế, đặc biệt là tại Liên Hợp Quốc.
Trong năm Thánh 1950 bắt đầu việc thống nhất các tổ chức Caritas. Theo gợi ý của Đức Ông Montini - lúc đó là quyền Bộ trưởng Ngoại giao Vatican, sau đó trở thành Giáo hoàng Phaolô VI - một tuần nghiên cứu, với sự tham gia từ 22 quốc gia, được tổ chức tại Roma để xem xét các vấn đề của công tác Caritas. Kết quả là đã quyết định thành lập một hội nghị quốc tế của tổ chức từ thiện Giáo hội Công giáo Rôma.
Trong tháng 12 năm 1951, khi Tòa Thánh phê duyệt các quy chế thì Đại hội đồng thành lập Caritas Internationalis đã diễn ra. Các thành viên sáng lập đến từ các tổ chức Caritas ở 13 quốc gia: Áo, Bỉ, Canada, Đan Mạch, Pháp, Đức, Hà Lan, Ý, Luxembourg, Bồ Đào Nha, Tây Ban Nha, Thụy Sĩ và Hoa Kỳ.
Năm 1957, Hiệp hội đổi tên thành Caritas Internationalis để phản ánh sự hiện diện ngày càng tăng của các thành viên Caritas Quốc tế trên mọi lục địa. Ngày nay, Caritas Quốc tế là một trong những mạng lưới công tác nhân đạo lớn nhất thế giới với 162 thành viên làm việc tại hơn 200 quốc gia và vùng lãnh thổ. Nha Tổng thư ký của Caritas Quốc tế nằm ở Palazzo San Calisto trong thành Vatican.
Chủ tịch Caritas Internationalis hiện nay là Hồng y Luis Antonio Tagle và Tổng thư ký là Michel Roy.

## Các cơ quan Caritas quốc gia và các cơ quan vùng

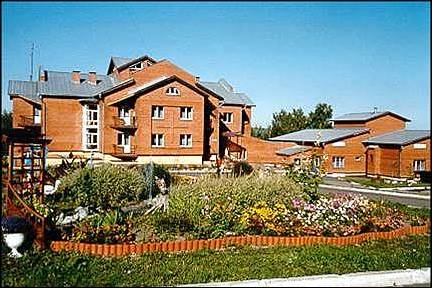
Nhà nuôi trẻ mồ côi thánh Nicholas, do Caritas thiết lập ở Novosibirsk, Nga.

### Châu Phi hạ Sahara
45 cơ quan quốc gia

### Châu Á
23 cơ quan quốc gia, trong đó có:
- Philippines - Caritas Manila Lưu trữ ngày 29 tháng 10 năm 2020 tại Wayback Machine
- Hong Kong - Caritas Hong Kong do Giáo phận Công giáo Hồng Kông điều hành
- Indonesia - Caritas Indonesia - KARINA
- Indonesia - Caritas Bandung - do Giáo phận Bandung điều hành
- Indonesia - Cordia Caritas Medan - do Tổng giáo phận Medan điều hành
- Indonesia - Caritas Keuskupan Agung Semarang - KARINA KAS - do Tổng giáo phận Semarang điều hành
- Indonesia - Caritas Tanjungkarang - do Giáo phận Tanjungkarang điều hành
- Campuchia - Caritas Cambodia
- Việt Nam - Caritas Việt Nam (26 chi nhánh cấp giáo phận)

### Châu Âu
Caritas châu Âu có 48 cơ quan quốc gia, trong đó có:
- Áo
- Bỉ: Caritas Catholica Belgica
- Bosna và Hercegovina
- Croatia
- Anh và xứ Wales: CAFOD và Caritas - Social Action
- Đức
- Hungary: Katolikus Karitász
- Ireland: Trócaire
- Ý: Caritas Ambrosiana
- Malta
- Ba Lan
- Bồ Đào Nha
- România
- Nga
- Scotland: SCIAF
- Slovenia
- Tây Ban Nha - Cáritas Española
- Thụy Sĩ
- Hà Lan: CORDAID
- Ukraina
- Litva

### Châu Mỹ
- Antilles
- Argentina- Caritas Argentina
- Bolivia
- Brasil -Caritas Brasil
- Canada-Development and Peace (Caritas Canada)
- Chile
- Colombia
- Costa Rica
- Cuba
- Cộng hòa Dominicana
- Ecuador
- El Salvador
- Guatemala
- Haiti
- Honduras
- México- Caritas Mexico Lưu trữ ngày 15 tháng 12 năm 2010 tại Wayback Machine
- Nicaragua
- Panamá
- Perú- Cáritas Perú
- Puerto Rico
- Uruguay
- Hoa Kỳ: Catholic Relief Services Caritas USA
- Venezuela

### Trung Đông và Bắc Phi
MENA cơ quan vùng Caritas MONA Lưu trữ ngày 15 tháng 7 năm 2010 tại Wayback Machine với 17 cơ quan quốc gia, trong đó có:
- Cộng hòa Síp
- Ai Cập
- Jordan
- Liban - Caritas Liban
- Syria

### Châu Đại Dương
6 cơ quan vùng, trong đó có:
- Úc: - Caritas Australia
- New Zealand - Caritas Aotearoa New Zealand
- Caritas PNG